# 秋田仙北地震
秋田仙北地震（あきたせんぼくじしん）は、1914年3月15日4時59分44秒に秋田県仙北郡（現・大仙市、旧・西仙北町）を震源として発生した地震である。別名を強首地震（こわくびじしん）という。地震の規模はM6.4 - 7.1。震央は北楢岡付近。

## 概要
秋田市で最大震度の5を記録したほか、北海道から東海地方にかけて震度1以上の揺れを観測した。震度の数値はそう大きくはないが、94名の死者を出した。当時、各地の震度をまんべんなく測定する体制はとられていなかったため、仙北地方の震度の記録はないが、全潰率と全半潰率から求めた震度分布では、強首村で震度7程度の非常に強い揺れがあったと見られている。早朝の地震であったことから、秋田県や警察による被害調査や救援及び救護活動は、迅速に当日から行われた。

## 被害
雄物川周辺の低地と横手盆地の被害が大きかったが、震央から30キロメートル (km) ほど離れた秋田市においても住宅の全潰が報告されている。
人的被害は死者94名、負傷者324名。家屋被害は全壊640戸、半壊575戸、焼失3戸であった。その中でも、仙北郡の被害は突出しており、死者86名、負傷者278名、全壊580戸、半壊483戸、焼失3戸。被害の大半を占める。
仙北郡の各村の被害状況は、神宮寺町（現・大仙市、旧・神岡町）宇留井谷地地区が、全戸数66戸のうち47戸が全壊、全人口452名で47名の死傷者を出した。大沢郷村北野目地区では、全戸数65戸で47戸が全壊、全人口368名で死傷者50名であった。家屋の80パーセント (%) 近くが全壊、人口の10 %以上が死傷した。特に、強首村強首地区（現・大仙市、旧・西仙北町）では、全戸数141戸のうち、全壊74戸、半壊38戸、破損29戸。合計は141戸となり、全ての家屋が壊れた。
奥羽本線は、境 - 刈和野間で不通。雄物川に架かる木造の橋梁も落橋した。

## その他
この地震の特徴は、大沢郷村を中心とした、半径5 km足らずの地域に極端に強い揺れが起こったこと、前兆となる地震が頻繁に起きていたことである。
この地震では前震が頻発。前震は、3月3日から始まり、次第に数を増した。その後は落ち着くも、震度2程度の地震が毎日あったという。前日の14日は、2回あり、15日に本震が発生した。なお、最大余震は、3月28日2時50分に発生したM6.1であった。